# Brady W. Dougan

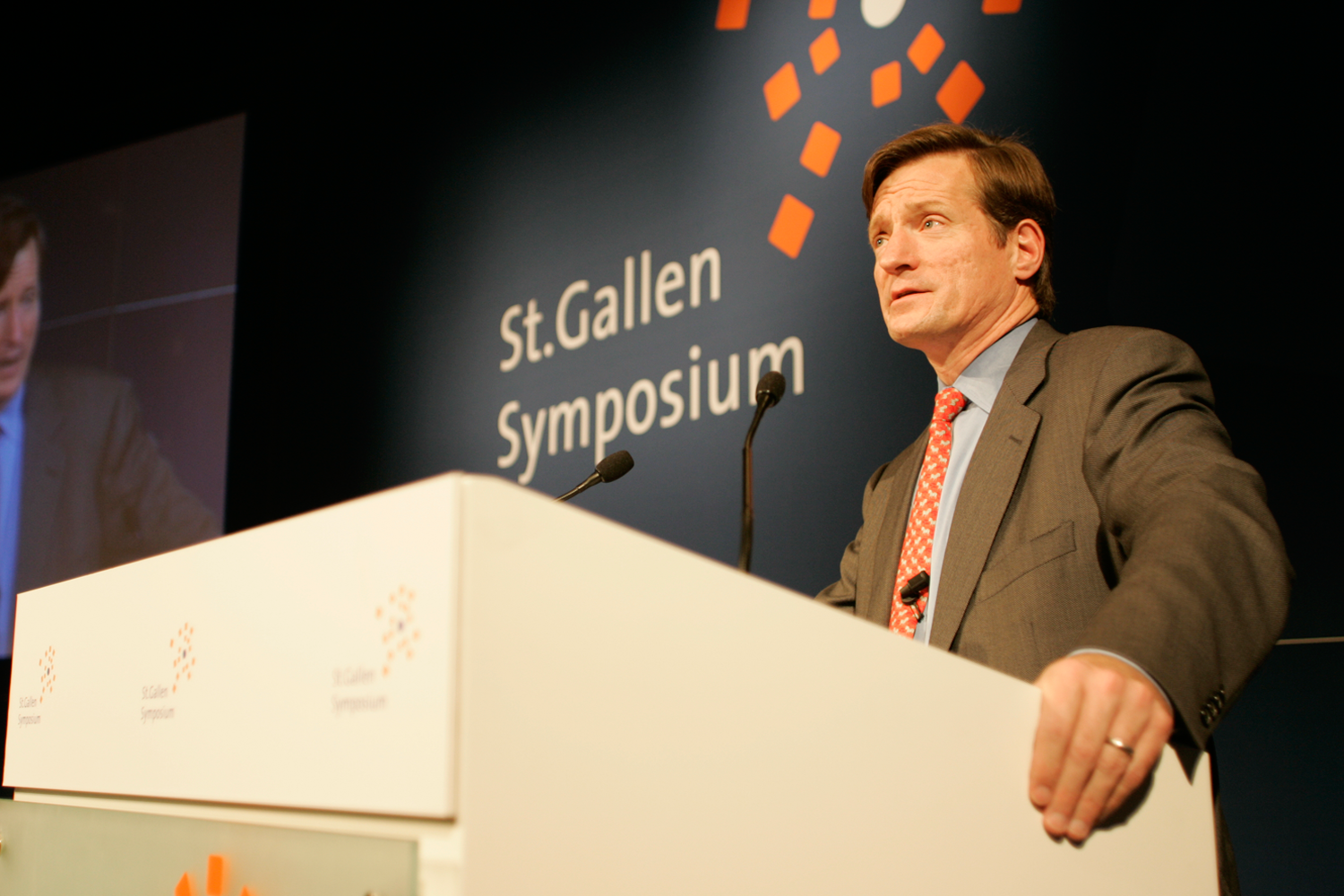
Brady Dougan im Mai 2009 am 39. St. Gallen Symposium

Brady William Dougan (* 30. August 1959 in Urbana, Illinois) ist ein US-amerikanischer Bankmanager. Von 2007 bis 2015 war er Vorsitzender der Geschäftsleitung (CEO) der Schweizer Großbank Credit Suisse. Er ist Gründer und CEO von Exos Financial.

## Werdegang
Dougan studierte Wirtschaftswissenschaft an der Universität Chicago und schloss 1982 mit einem Master of Business Administration in Finanzwesen ab. Er begann als Manager im Derivatgeschäft der Bankers Trust Co. und kam 1990 zur Credit Suisse First Boston. Später wurde er Leiter der Region Americas der Credit Suisse (CS). Ab Juli 2004 leitete er das Investment Banking der Credit Suisse, von Mai 2007 bis Juli 2015 war er Chief Executive Officer (CEO) der Credit Suisse als Nachfolger von Oswald Grübel.  Mit seinem im Frühling 2010 erhaltenen Bonus in Aktien im Gegenwert von 70,9 Millionen Schweizer Franken, der aus einem fünfjährigen Mitarbeiterbeteiligungsplan aus dem Jahr 2004/2005 stammt, sowie einem Grundsalär von 1,3 Millionen Franken und einem Bonus von 17,9 Millionen Franken für das Jahr 2009 gilt Dougan mit einer Gesamtentlöhnung von 90,1 Millionen Franken für 2009 als der bestbezahlte Bankmanager Europas. Sein Vermögen wurde 2014 vom Schweizer Wirtschaftsmagazin Bilanz auf 125 Millionen Franken geschätzt.
Als Folge der Finanzkrise von 2008 wollte die Credit Suisse in den darauffolgenden Jahren bis 30 % des Schweizer Geschäftes an die Börse bringen. In dieser Zeit scheiterte Dougans Strategie, die Credit Suisse blutete kapitalmässig aus.
Dougan ist seit 2005 Verwaltungsratsmitglied (Board of Directors) des US-amerikanischen Biotechnologieunternehmens Humacyte Inc. Des Weiteren ist er Mitglied im Stiftungsrat (Board of Trustees) der Universität Chicago und Director in der Barbara Dougan Foundation.
Im März 2015 wurde bekannt, dass Tidjane Thiam, bisheriger Chef des britischen Versicherungskonzerns Prudential plc, Dougans Nachfolge bei der Credit Suisse auf Anfang Juli 2015 antreten wird.
Dougan gründete das FinTech-Unternehmen Exos Financial und leitet es.
Dougan ist mit einer Professorin für Biomedizin der Yale University verheiratet und Vater eines Sohnes und einer Tochter aus erster Ehe. Er ist regelmäßiger Jogger und nimmt an Marathonläufen teil. Er lebt in Greenwich, Connecticut, in den Vereinigten Staaten.